# Via Ardèche

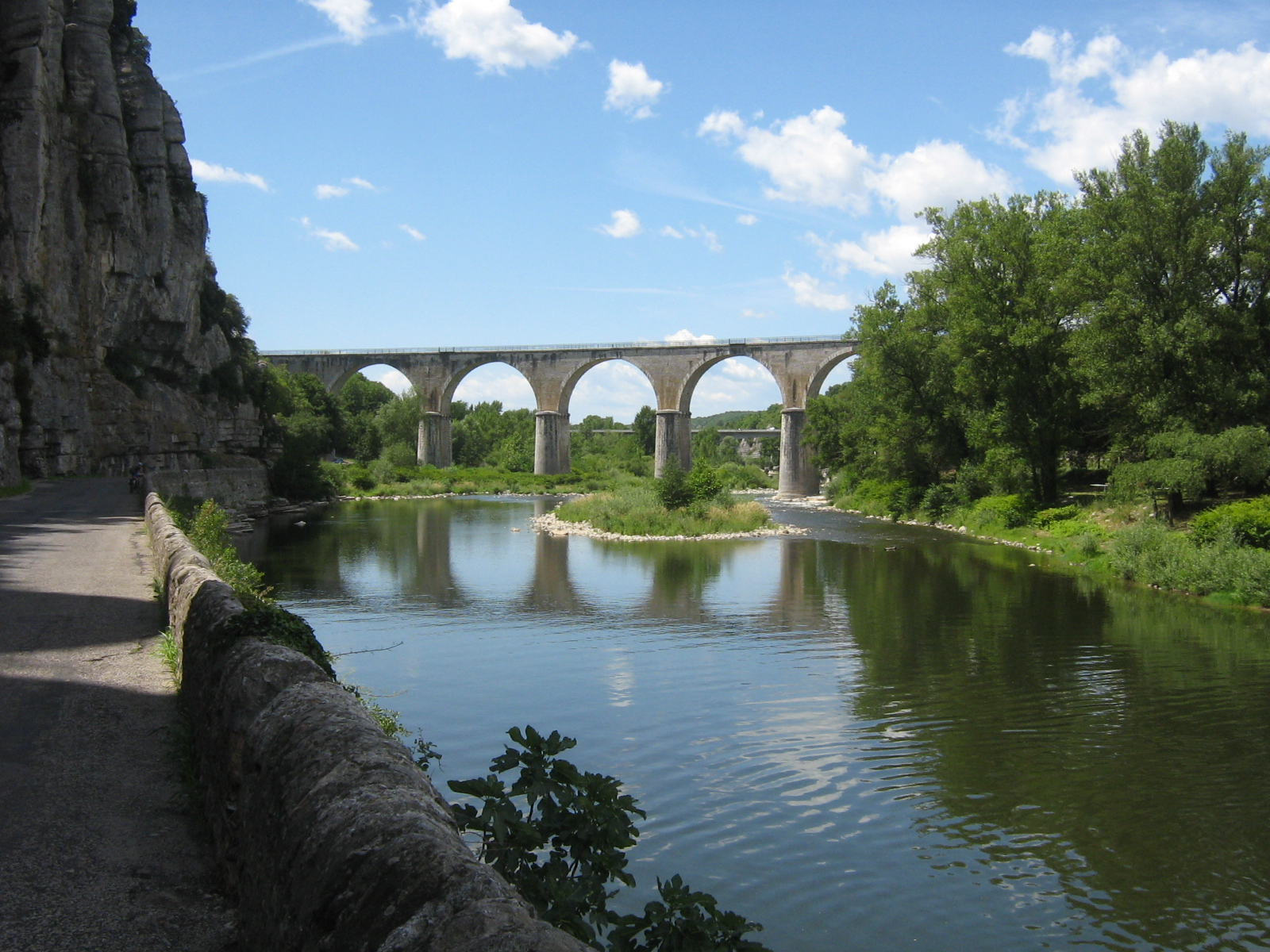
Op de Via Ardèche fiets je boven op het Viaduct van Vogüé.

De Via Ardèche is een voie verte, een autovrije fiets- en wandelweg in het Franse departement Ardèche. Hij is aangelegd op een oude spoorwegbedding, en gebruikt tunnels en viaducten over de rivier.
In 2019 is er 24 km beschikbaar tussen Vogüé en Grospierres, met onderweg de toeristische plaatsen Ruoms en Sampzon. Er zijn plannen om tegen 2023 70 km van deze fietsweg klaar te hebben, vanaf Aubenas tot net over de grens met het departement Gard
Vanaf Ruoms is er ook een fietsverbinding met het toeristische Vallon-Pont-d'Arc (weliswaar met een flinke klim met hellingen van 10-12%

## Traject
- Aubenas > Saint-Sernin > Vogüé (aanleg tegen 2023)
- Vogüé > Saint-Maurice-d'Ardèche (2,2 km)
- Saint-Maurice-d'Ardèche > Pradons (7,8 km)
- Pradons > Ruoms > Grospierres (9,5 km)
- Grospierres > Saint-Paul-le-Jeune > Gagnières (20,8 km) (aanleg tegen 2023)